# Les fantasies
Les fantasies (originalment en francès, Les Fantasmes) és una comèdia romàntica francesa dirigida per Stéphane i David Foenkinos i estrenada el 2021, inspirada lliurement en la pel·lícula australiana The Little Death de Josh Lawson estrenada el 2014. S'ha doblat al català oriental central, també al valencià per a À Punt.
La pel·lícula va ser una de les pitjors estrenes del 2021 amb només 61.000 espectadors.